# Parc submergé de Baïes
Le parc sugmergé de Baïes (en italien : Parco sommerso di Baia) est le nom d'une aire marine protégée située sur les côtes de la ville métropolitaine de Naples, au nord du golfe de Naples . Elle est également définie comme « la Pompéi submergée », car ce site archéologique présente une structure similaire à celle de la ville romaine,.

## Le site archéologique
Créée en 2002 par décret conjoint du Ministre de l'Environnement et de la Protection du Territoire et celui des Biens et Activités culturels, la zone représente, avec le parc submergé de Gaiola, un exemple unique en Méditerranée de protection archéologique et naturaliste sous-marine.
Les deux zones protégées, insérées à terre dans le contexte plus large du parc régional des Champs Phlégréens sous la juridiction de la Région Campanie, visent précisément la protection et l'étude des découvertes archéologiques immergées dans ces zones ainsi que la protection des écosystèmes marins et côtiers.
Depuis 2021, l'organisme gestionnaire définitif est le parc archéologique des Champs Phlégréens .

## Historique
La particularité de ces zones archéologiques submergées est liée au phénomène volcanique de bradyséisme qui affecte depuis toujours toute la côte nord de la zone napolitaine. Ce phénomène a provoqué des mouvements verticaux de la zone avec des excursions positives et négatives de plusieurs mètres, provoquant un affaissement du littoral romain d'environ 6/8 mètres au cours des 2000 dernières années. En fait, vers le Ier siècle av. J.-C., toute la zone côtière au nord de Naples était une station thermale florissante, rendue à la mode également par la présence d'une villa impériale, le Pausilypon qui a donné son nom au promontoire de Pausilippe, construit par le riche affranchi Publius Vedius Pollion. À sa mort, en 15 av. J.-C., il nomma Auguste héritier de tous ses biens, y compris Pausilypon. Plus tard agrandi et embelli en tant que propriété impériale, ce lieu semble avoir vu la fin tragique de la conspiration contre l'empereur Néron.
Parmi les environnements les plus précieux, aujourd'hui engloutis, il y a le Nymphée de Punta Epitaffio, un triclinium ayant la fonction de salle de banquet datant de l'époque de l'empereur Claude, dont les statues ont été transférées à l'intérieur du Musée archéologique des Champs Phlégréens et des copies remises sur site.
De plus, les vestiges des ports commerciaux de Baïes (Lacus Baianus) et de Portus Julius sont submergés sur cette côte. Plus au nord se trouvait le port de Capo Miseno, siège historique de la flotte impériale romaine.
La valeur extraordinaire de ces sites tient à la fois à l’état de conservation remarquable des découvertes archéologiques et à leur valeur archéologique historique objective. Mosaïques, traces de fresques, sculptures, tracés routiers et colonnes sont immergés à environ 5 m sous le niveau de la mer parmi les anémones, les étoiles de mer et les bancs de demoiselles bleues. En outre, la présence d'écosystèmes submergés précieux tels que les fonds marins pré-coralligènes et les communautés d'herbiers marins (essentiellement Posidonia oceanica et Cymodocea nodosa) font de ces lieux des environnements d'une grande valeur naturaliste, reconnue comme telle par la législation nationale et communautaire italienne. Le lieu est extraordinairement évocateur et fait de cette étendue de fonds marins une petite Atlantide romaine.

## Galerie

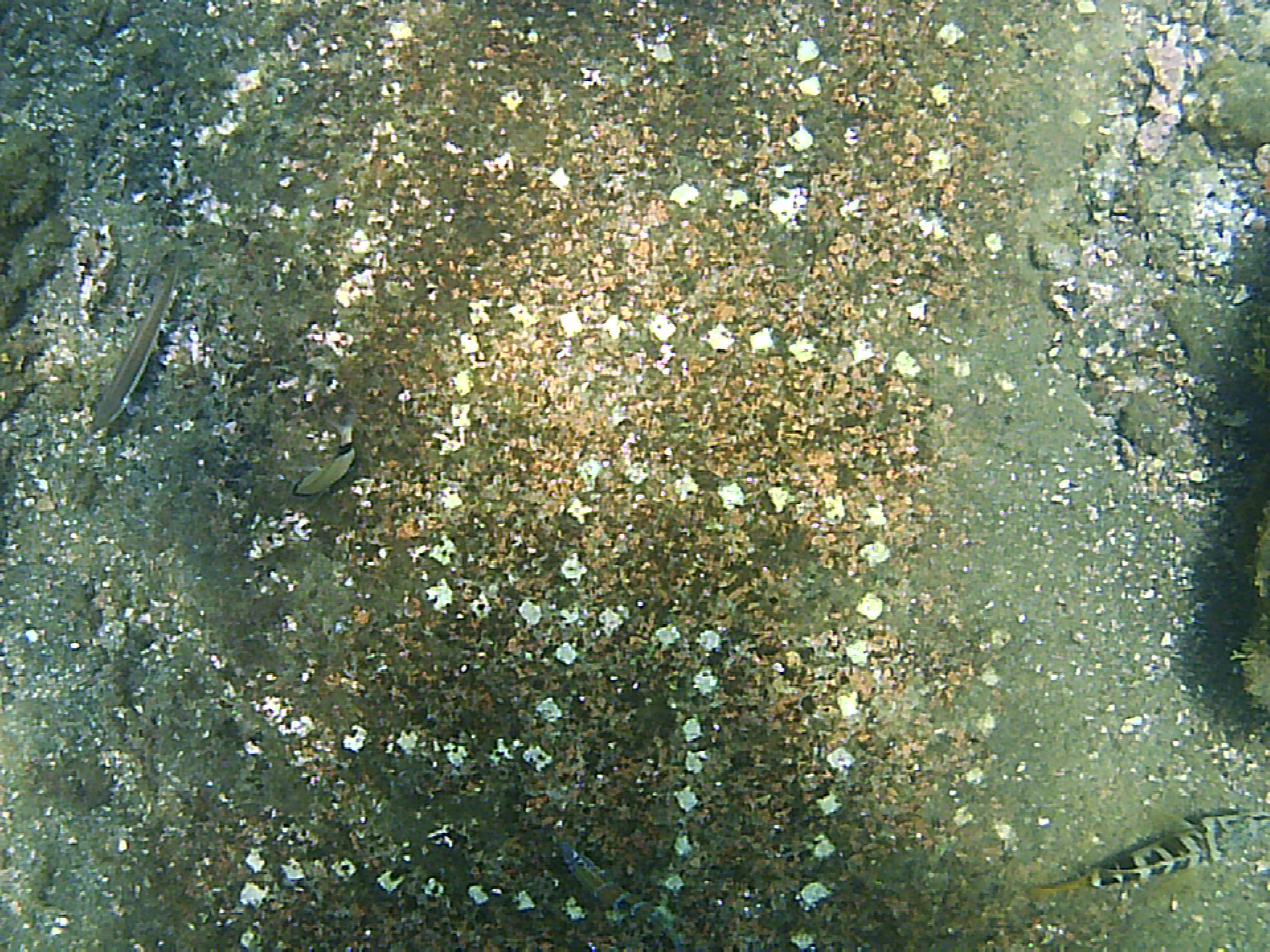
Mosaïques à Port Julius.
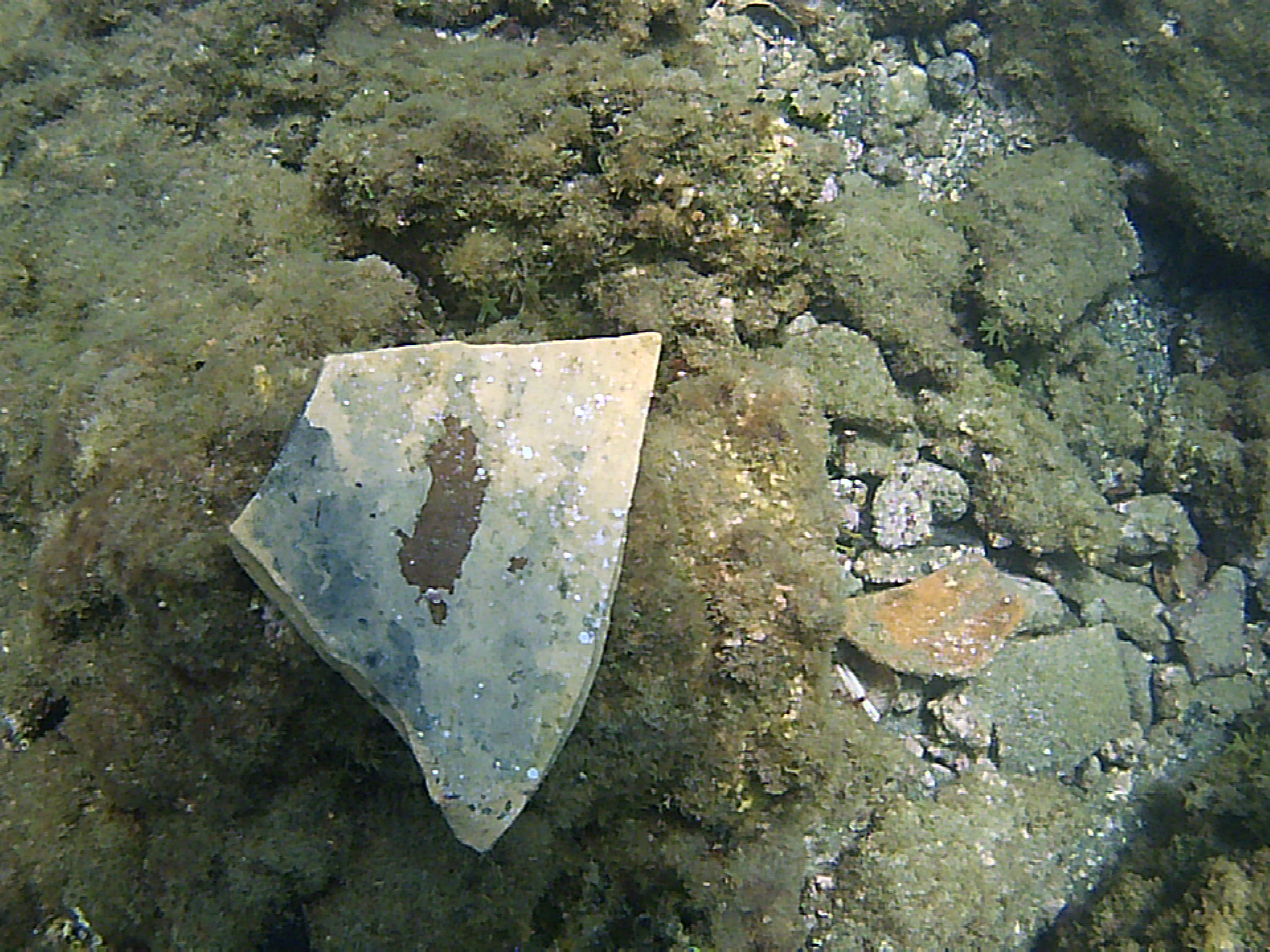
Fragment d'amphore.